# J Álvarez
J Álvarez, pseudonimo di Javid Yoberto Álvarez Fernandez (San Juan, 13 dicembre 1983), è un cantante e personaggio televisivo portoricano.

## Discografia

### Album
- 2009 - El Dueño Del Sistema
- 2011 - Otro Nivel De Música
- 2012 - Otro Nivel de Musica Reloaded
- 2012 - Imperio Nazza J Álvarez Edition
- 2014 - De Camino Pa' La Cima
- 2015 - De Camino Pa' La Cima Reloaded
- 2016 - Big Yauran
- 2018 - La Fama Que Camina
- 2019 - La Fama Que Camina, Vol. 1.5
- 2019 - La Fama Que Camina, Vol. 2
- 2019 - La Fama Que Camina EP
- 2020 - Big Yauran 2
- 2020 - El Jonson
- 2022 - El Toque De Midas
- 2023 - Barrio Colombia

## Riconoscimenti
- ALMA Award
  - 2018 – Premio Onorario (vinto)